# مارك 17 (قنبلة نووية)

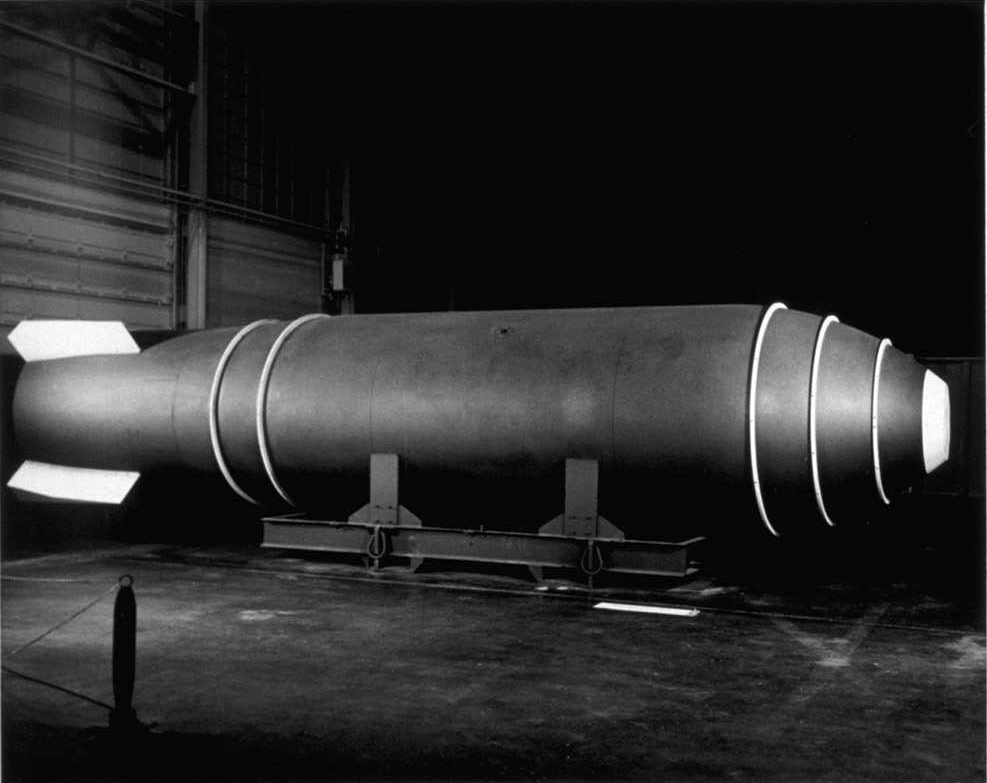
مارك 17

القنبلة مارك 17 ومارك 24 أول قنابل هيدروجينية تنتجها الولايات المتحدة اختلف الاثنان في المراحل «الابتدائية» ودخلوا الخدمة في عام 1954 وتم التخلص التدريجي منها عام 1957.

## التصميم والتطوير
نشأ التصميم والتطوير عندما اقترح مختبر لوس ألاموس الوطني أن تصميم قنبلة باستخدام الليثيوم ديوتيد مع الليثيوم غير المخصب كان من الممكن.
كانت قنابل مارك 17 و مارك 24 بطول 24 قدم و 8 بوصات (7.52 م) وقطر 61.4 بوصة (1.56 م) ووزنهم 21 طن. كان مارك 17 عائد 15 ميغا طن من مادة تي إن تي بلغ إجمالي إنتاج مارك 17 200 قنبلة بين أكتوبر 1954 ونوفمبر 1955. كان مارك 17 ومارك 24 متطابقين من جميع النواحي باستثناء تصميم قسمهم الأساسي. كانت أكبر أسلحة نووية يتم تشغيلها من قبل الولايات المتحدة.

## تاريخ العمليات

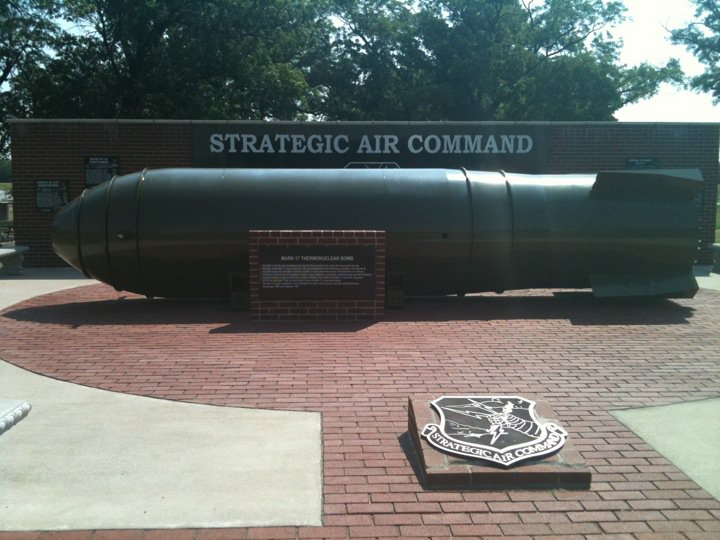
مارك 17

دخلت خمس قنابل من طراز مارك 17 وعشرة من مارك 24 ودخلت الخدمة في أكتوبر 1954. وسرعان ما ارسالها أسلحة إلى أوربا في نوفمبر 1954.
بسبب إدخال أسلحة أصغر وأخف مثل مار 15 بالإضافة إلى التقاعد المنتظر للطائرة الوحيدة القادرة على حملها بي36 تم سحب مارك 24 بحلول أكتوبر 1956 مع سحب مارك 17 في أغسطس 1957.

## حادثة 1957

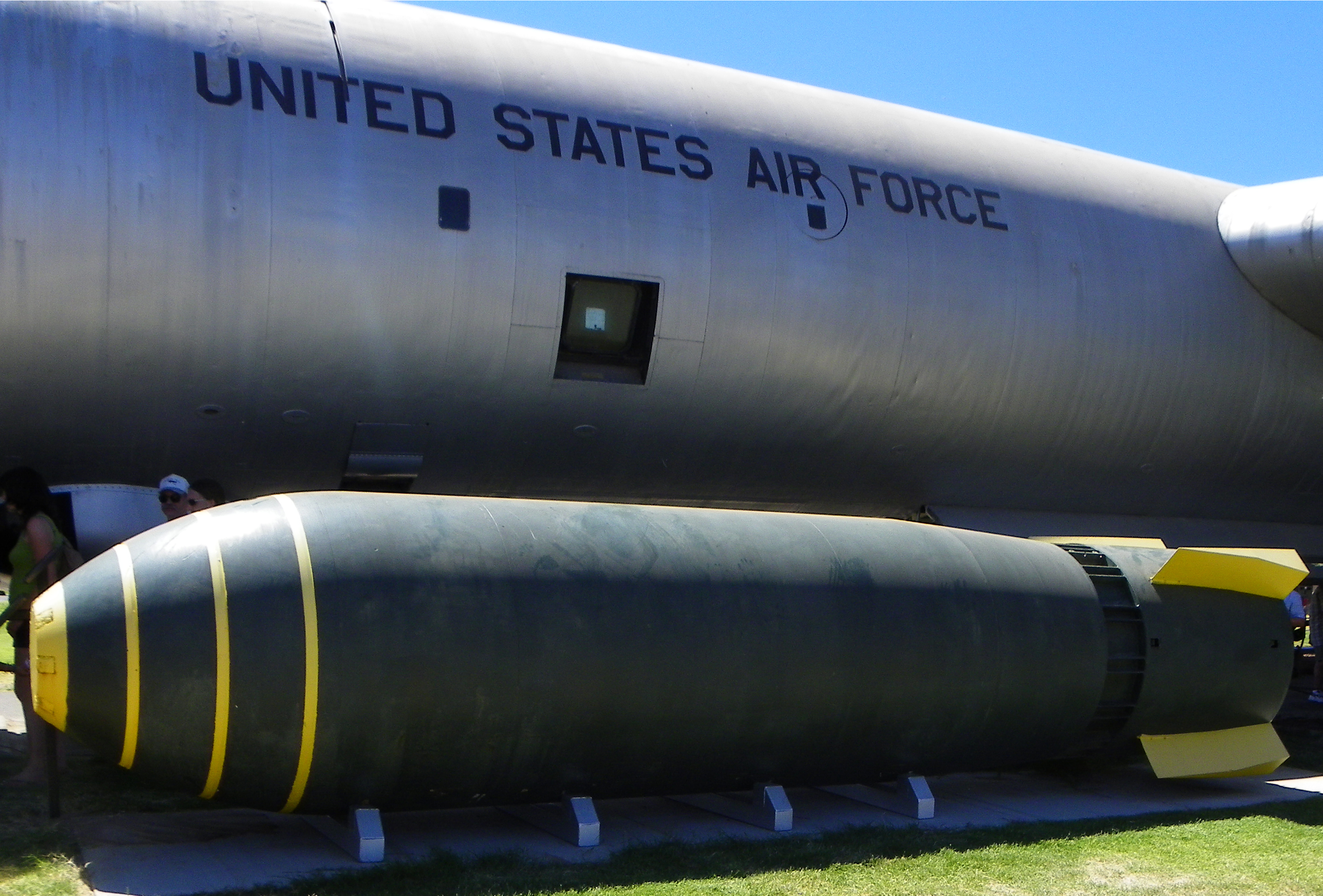
مارك 17 معروضة في معرض قلعة الهواء

في 27 مايو 1957 تم التخلي عن مارك 17 عن غير قصد من بي36 جنوب ألبوكيرك حيث سقطت القنبلة من خلال ابواب القنبلة المغلقة الذي كان يقترب من كيرتلاند على ارتفاع 520 متر (1700 قدم). وقد دمرته المتفجرات التقليدية للجهاز على الأرض مما ترك فوهة بقطر 7.6 متر (25 قدم) وعمق 3.7 متر (12 قدم). وبالرغم من أن التفاعل المتسلسل كان مستحيلاً لأن مخزونات البلوتونيوم كانت مخزنة بشكل منفصل على متن الطائرة كتدبير للسلامة فإن الحادثة قد نشرت تلوث إشعاعي وحطام على مساحة ميل. قام الجيش بتطهير الموقع بالكامل وتطهيره على الرغم من العثور على بعض أجزاء القنبلة بعضها لا يزال مشع في المنطقة. تم وضع علامة على الموقع في عام 1996 ولكن تمت إزالته فيما بعد.

## ظهوره
خمس أغلفة من مارك 17 معروضة للجمهور:
- المتحف الوطني للعلوم النووية والتاريخ يقع في البوكيرك - نيو مكسيكو.
- النصب التذكاري للقيادة الجوية الاستراتيجية في قاعدة البحرية الجوية في فورت وورث - قاعدة الاحتياط المشتركة في كارسويل فيلد في فورت وورث - تكساس.
- يحتوي المتحف الوطني للقوات الجوية الأمريكية في دايتون بولاية أوهايو معروض في حظيرة الحرب الباردة.
- المتحف الجوي والفضائي الاستراتيجي في آشلند - نبراسكا.
- متحف قلعة الهواء أتواتر - كاليفورنيا